# Yersinia pestis
Yersinia pestis es un bacilo Gram negativo anaerobio facultativo y patógeno primario, del género Yersinia, que produce en el ser humano la peste pulmonar, la peste bubónica y también la peste septicémica, aunque la última es muy poco común. Esta bacteria causó la Peste Negra en Europa, la cual acabó con la vida de 80 a 200 millones de personas.

## Etimología
Originalmente, este microorganismo fue denominado Bacterium pestis hasta 1900, Bacillus pestis hasta 1923, Pasteurella pestis, hasta que en 1970 se le denominó Yersinia pestis en honor de Alexandre Yersin, bacteriólogo franco-suizo del Instituto Pasteur, codescubridor de la bacteria en 1894 junto a Kitasato Shibasaburō, ambos de manera independiente.

## Historia
Yersinia pestis es un agente infeccioso que ha sido directamente responsable de más muertes humanas que cualquier otra enfermedad infecciosa, salvo la malaria.[cita requerida] Ha originado diversas pandemias a lo largo de la historia, entre las que cabe destacar: la plaga de Justiniano (541-542 d. C.), que asoló Asia, el norte de África, Arabia y parte de Europa; la peste negra (1347-1351 d. C.), que acabó con la vida de un tercio de la población de Europa; y la Tercera Pandemia (1855-1918), que comenzó en China e India y terminó por extenderse por el resto de Asia, África y América.
Cuando la epidemia de peste afectó a Hong Kong en 1894, el gobierno japonés y el Instituto Koch alemán mandaron una misión científica que incluía al médico y bacteriólogo japonés Kitasato Shibasaburō. Más o menos al mismo tiempo, el médico y bacteriólogo franco-suizo Alexandre Yersin fue enviado por el gobierno francés y el Instituto Pasteur en una misión similar. Ambos llegaron a Hong Kong en junio de 1894. Al poco tiempo ambos descubrieron un nuevo tipo de bacteria en muestras de pacientes con peste y en los órganos de ratas muertas en la zona de la plaga.
Kitasato Shibasaburō fue el primero en publicar, antes que Yersin, una primera descripción de un cultivo de Yersinia pestis en una comunicación preliminar en la revista médica The Lancet. Pocos días después Yersin publicó su artículo donde describía de forma más completa que Shibasaburō la misma bacteria en Annales de l'Institut Pasteur, y poco después Shibasaburō publicó el resto de sus hallazgos.
El papel de Y. pestis en la peste negra se ha debatido entre los historiadores; algunos han sugerido que la peste negra se propagó muy rápido para haber sido causada por Y. pestis. Se ha encontrado ADN de Y. pestis en los dientes de aquellos que murieron de peste negra, sin embargo, cadáveres medievales que murieron de otras causas no dieron positivo para Y. pestis. Esto sugiere que fue un factor que contribuyó a las plagas europeas, pero probablemente no el único. Es posible que las presiones selectivas inducidas por la plaga puedan haber cambiado el modo en que el patógeno se manifiesta en humanos, seleccionándose en contra de individuos o poblaciones que eran más susceptibles.

## Microbiología
El género Yersinia pertenece a las bacterias Gamma-proteobacteria en el orden enterobacteriales, por lo que es una Gram-negativas anaeróbicas facultativas con metabolismo fermentativo, es nitrato reductasa positiva, catalasa positiva y oxidasa negativa. Sus pruebas del IMViC son positivas para el rojo de metilo y el Voges Proskauer. Es un cocobacilo de tinción bipolar similar a otras Enterobacterias. Sus factores de virulencia más antigénicos como el Ag F1, Ag V y Ag W se expresan a 37 °C. Además, posee una toxina que actúa sobre el miocardio y células hepáticas. Durante el proceso infeccioso genera viscosidad antifagocítica. El organismo presenta motilidad cuando es aislado, pero pierde esta capacidad mientras permanece en el mamífero hospedador.
Tiene la capacidad de impedir la fagocitosis, esta capacidad está medida por el sistema de secreción tipo III. Cuando la bacteria está en contacto con las células fagocíticas, produce ciertas proteínas que van a impedir la fagocitosis, esto es producto del Gen Yop-H, induce citotoxicidad, producto del Gen Yop E, y produce la apoptosis, producto del gen Yop J-P.
El genoma de dos de las subespecies ha sido secuenciado: Y. pestis medievalis con 4 600 755 pares de bases y Y. pestis orientalis con 4 653 728 pares de bases.

## Transmisión e infección
La peste es una enfermedad natural de los roedores, siendo las ratas el principal reservorio de la enfermedad. Tras ser infectadas, la mayoría de las ratas mueren, pero un pequeño porcentaje sobrevive, quedando como una fuente de Y. pestis.
Las ratas son infectadas a través de un vector, que en este caso es la pulga de rata (Xenopsylla cheopis). La pulga chupa la sangre de un animal infectado e ingiere a la vez bacterias de Yersinia pestis, las cuales se multiplican en el intestino de la pulga y serán transmitidas a otra rata en la siguiente picadura de la pulga.
La enfermedad se irá extendiendo de forma que la mortalidad entre las ratas se hace tan elevada que la pulga busca nuevos hospedadores, entre los que se encuentran los humanos.

## Patogenia
Las células de Y. pestis producen ciertas moléculas antigénicas que contribuyen en mayor o menor medida al proceso de la enfermedad. 
- En la pared bacteriana se encuentran unos complejos de proteína-lipoproteína, denominados antígenos VW y F1, cuya función es evitar la fagocitosis por parte de los macrófagos y otras células fagocíticas.
- Las cepas virulentas de Y. pestis producen y secretan una exotoxina denominada toxina murina (debido a su extrema toxicidad para el ratón), cuyo modo de acción se basa en inhibir la respiración celular, bloqueando las reacciones de transporte de electrones en las mitocondrias, a nivel de la coenzima Q. Aunque no está claro que la toxina murina esté implicada en la patogénesis de la peste humana, los síntomas que produce en el ratón son similares a los que produce en humanos.
- Y. pestis también produce una endotoxina altamente inmunogénica que puede dar lugar a una potente respuesta inmune en humanos.

## Cuadros clínicos

### Peste bubónica
Es el tipo de infección más común. Una vez que las bacterias han sido introducidas mediante la picadura de una pulga dentro de un ser humano, se desplazan por el torrente sanguíneo hasta los nódulos linfáticos donde generan pequeñas hinchazones denominadas bubones, que están llenos de partículas bacterianas. La cápsula viscosa que rodea a las células de Y. pestis evita que estas sean fagocitadas por los macrófagos.
En poco tiempo, los nódulos linfáticos periféricos se ven invadidos por bubones secundarios, hasta que se rompen y las células pasan de nuevo al torrente circulatorio, pero ahora en un número mucho más elevado, lo que causa una septicemia generalizada.
En este estado, se producen múltiples hemorragias que dan lugar a manchas negras sobre la piel, procesos de gangrena en los extremos distales de las extremidades, fuerte dolor en nódulos linfáticos, postración, shock y delirio. Si la peste no es tratada antes del estado septicémico, la muerte sobreviene al cabo de tres a cinco días.

### Peste neumónica
Este tipo de infección se produce cuando las células de Y. pestis son inhaladas directamente, o bien llegan a los pulmones durante la peste bubónica. La infección suele transcurrir sin síntomas hasta los dos últimos días del proceso infectivo, en los cuales se emiten gran cantidad de esputos con sangre. En ausencia de tratamiento la muerte sobreviene en dos o tres días. 

### Peste septicémica
Esta infección implica una rápida dispersión de Y. pestis por todo el cuerpo, a través del torrente circulatorio, sin tiempo para que se formen los bubones. La muerte suele sobrevenir en un día, por lo que habitualmente no da tiempo a ser diagnosticada hasta la autopsia.

## Diagnóstico
Se recogen muestras de sangre, esputos (en el caso de la peste neumónica) o aspirado ganglionar (en el caso de la peste bubónica). Se utilizan técnicas de inmunofluorescencia directa (IFD) y se realizan cultivos en un medio de agar-sangre a 28 °C y hemocultivo.

## Tratamiento
Y. pestis presenta resistencia natural a la penicilina, pero la mayoría de las cepas son sensibles a la estreptomicina, el cloranfenicol y las tetraciclinas. Actualmente hay ciertas evidencias de la sensibilidad de Y. pestis a gentamicina y doxiciclina.
Si el tratamiento se inicia rápidamente, la letalidad de la peste bubónica puede reducirse hasta el 1-5 % de los infectados. La peste neumónica y septicémica también pueden tratarse, pero suelen progresar tan rápidamente que los antibióticos siempre llegan tarde.

## Galería

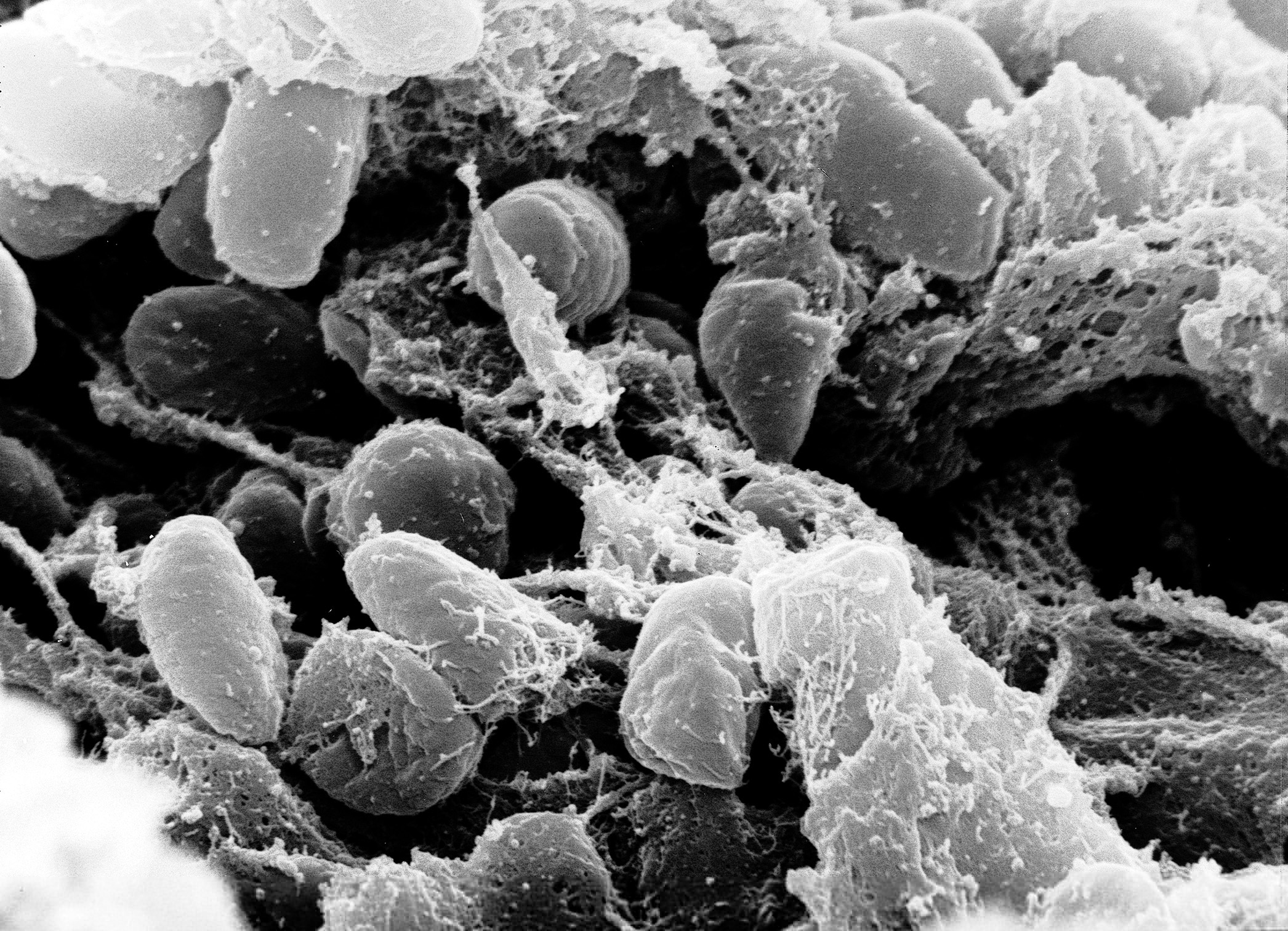
Y. pestis Microfotografía electrónica, aumentada 20 000 veces.
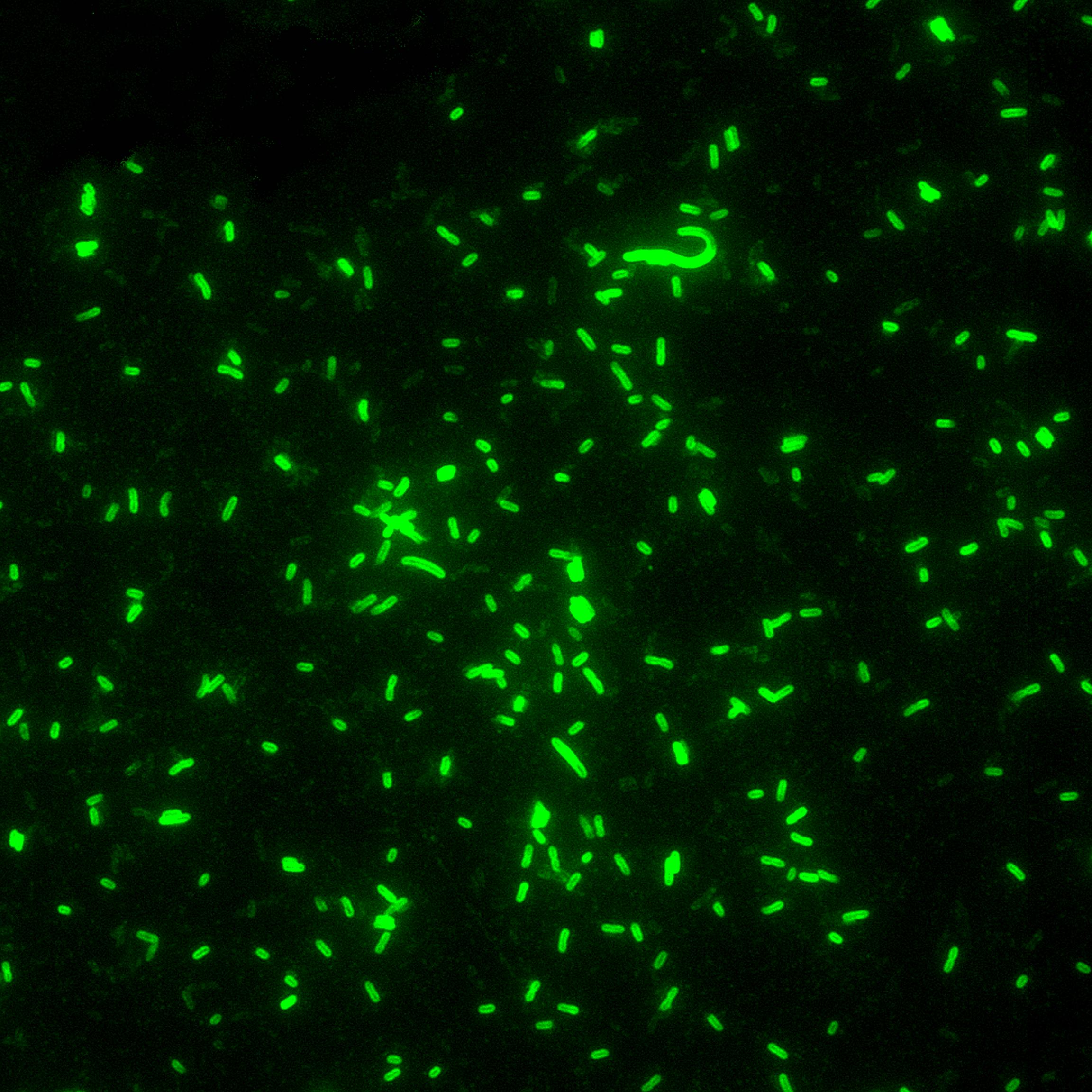
Tinción fluorescente, aumentada 40 veces.
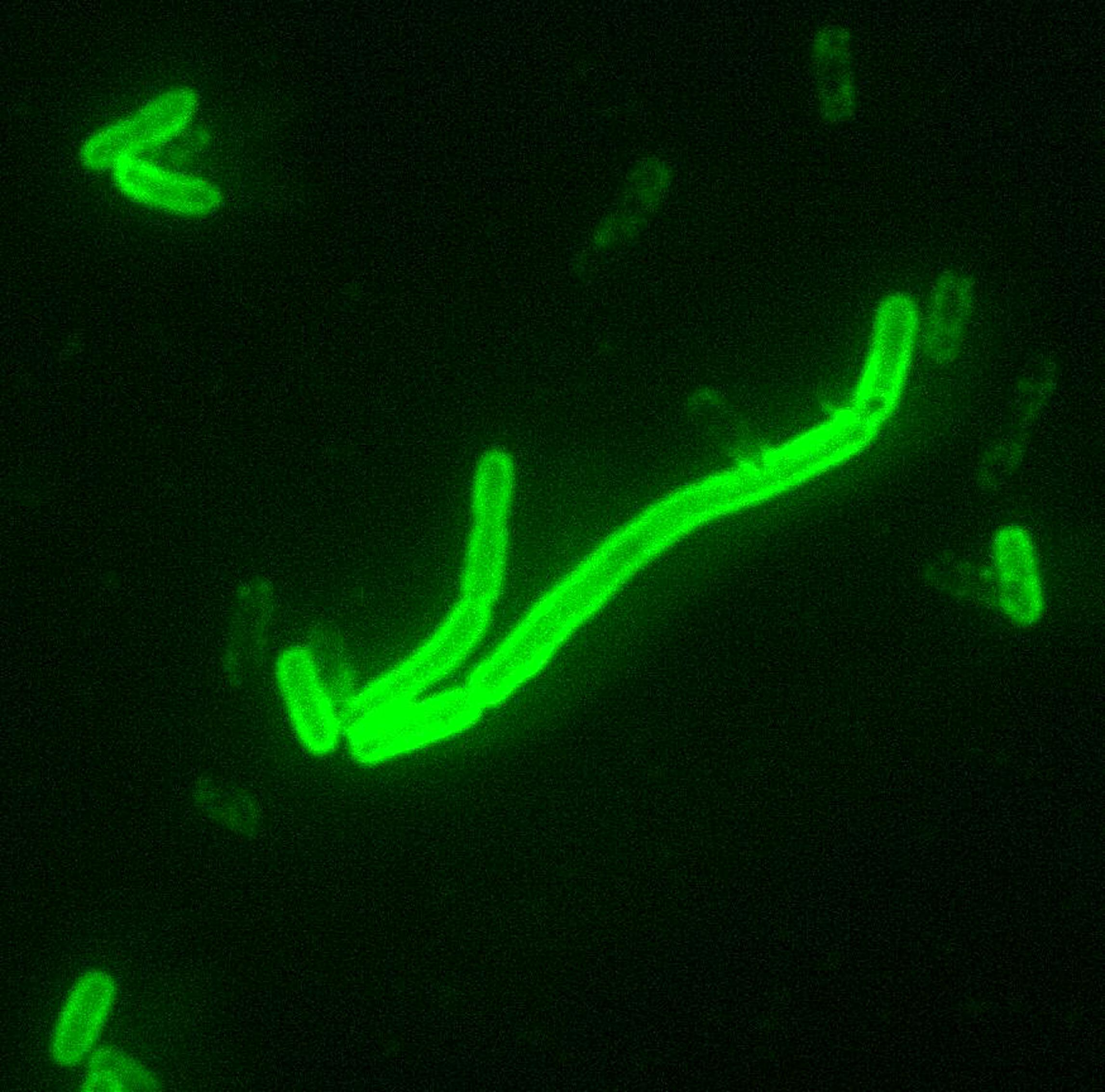
Tinción fluorescente, aumentada 200 veces